# Danae (obraz Gustava Klimta)
Danae – obraz Gustava Klimta powstały w latach 1907–1908. 
Obraz ma temat mitologiczny: przedstawiona na nim Danae to córka króla Argos Akrizjosa, będąca obiektem uczuć Zeusa. Zeus, by nie budzić zazdrości Hery odwiedzając Danae przybrał postać złotego deszczu; ta, zapłodniona deszczem, urodziła później Perseusza. Danae była też tematem obrazów m.in. Tycjana, Correggia, Rembrandta i Gustava Klimta.
Klimt przedstawił Danae nagą, zwiniętą w kłębek i przeżywającą rozkosz w momencie, gdy spada na nią złoty deszcz. Kompozycja obrazu jest bardzo geometryczna: kręta linia ciała Danae wyznacza deformującą perspektywę obrazu. Lewe udo kobiety zajmuje blisko czwartą część płótna, a brodawka lewej piersi stanowi centralny punkt obrazu. Lewa dłoń Danae jest niewidoczna, co wzmacnia jeszcze wymowę obrazu, uważanego za jedno z najbardziej przepełnionych erotyzmem dzieł Klimta. Tak jak wiele innych kobiecych postaci malowanych przez niego, Danae jest ruda; włosy unoszą się swobodnie, jakby były pod wodą.